# Politikåret 2026

## Framtida händelser

### September

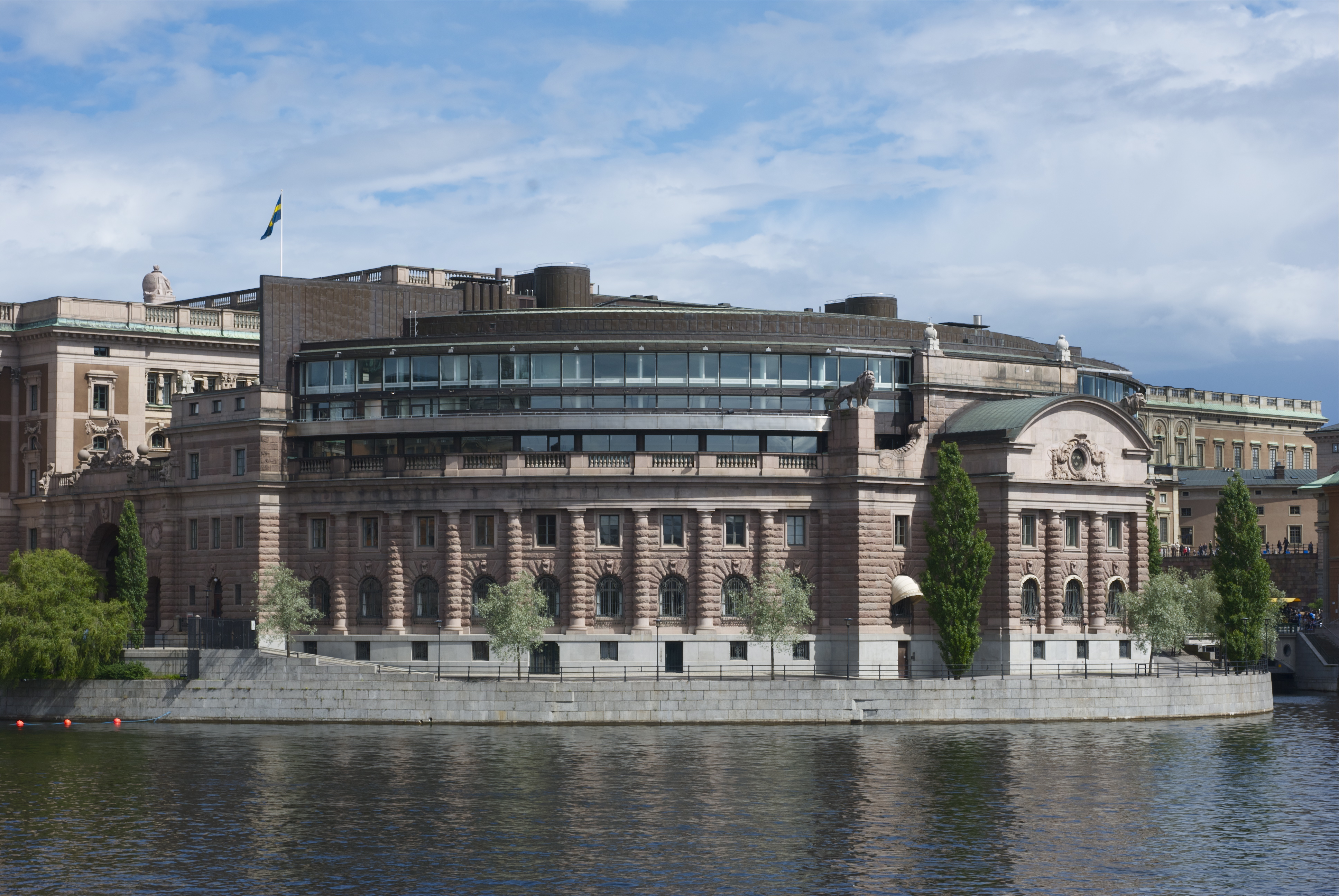
Sveriges riksdag.

- 13 september – Val förväntas hållas till Sveriges riksdag, regioner och kommunfullmäktige.[1]

### November

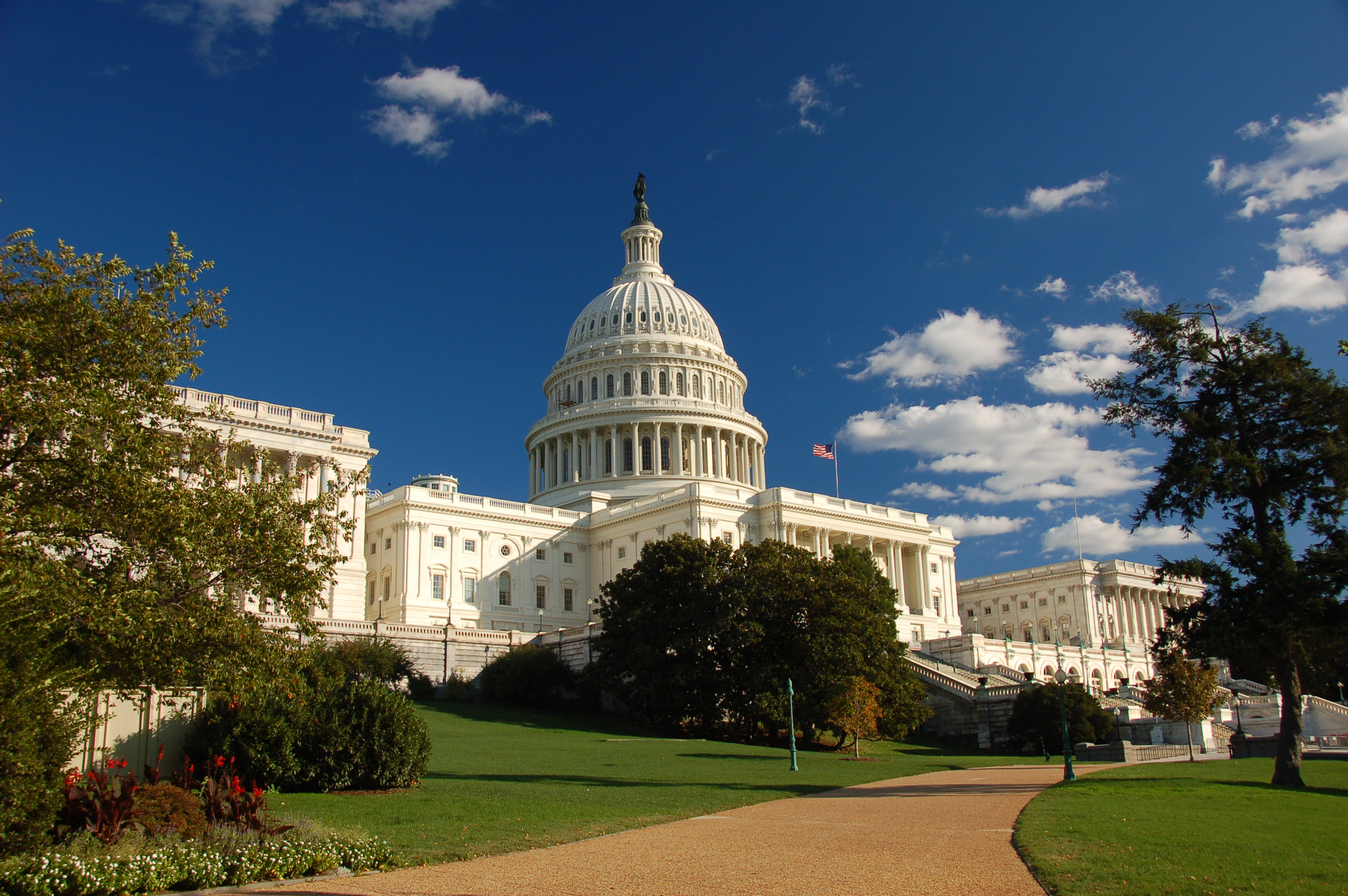
USA:s kongress.

- 3 november – Val till USA:s kongress.[2]